# Gabriel Pedrós
Gabriel Pedrós fue un pelotari español.

## Biografía
Acostumbraba a jugar de zaguero. Aparece descrito en Carácter y vida íntima de los principales pelotaris (1894), de Benito Mariano Andrade, con las siguientes palabras:

Jugador de pelota verdaderamente excepcional por la fuerza de su brazo, por su vista y valentía en enganchar, sobre todo de aire; su juego es notoriamente desigual. Inseguro hasta hace poco tiempo, no pasaba de un pelotari aceptable los días buenos, pero desesperante cuando una tras otra arrojaba la pelota á la red ó á la arena, ó á la chapa de falta. Con las asombrosas facultades que posee ha ido adquiriendo seguridad, y hoy puede decirse que es el pelotari que más juego desarrolla desde la zaga.
(Andrade, 1894, p. 50)

Antonio Peña y Goñi decía de él en La pelota y los pelotaris (1892) estas otras palabras: «jugador muy temible, que pega de revés brutalmente y extiende de un modo atroz, un Chitivar seguro, con el cual va el delantero descansado y que dará que hablar, porque juega con valentía y no se reserva como tantos otros».